# Austra Skujiņa
Austra Skujiņa (10. února 1909 Vidrižu pagasts – 5. září 1932 Riga) byla lotyšská básnířka, představitelka novoromantismu. Její depresivní poezie o nenaplněné lásce a těžkostech života ve městě byla původně publikována v sociálnědemokratickém tisku. První sbírka básní byla vydána v roce 1932, krátce po sebevraždě básnířky. Její poezie zůstává i nadále populární. Poezie A. Skujiņi se vyznačuje tragickým pohledem na svět, touhou po ideálu romantické lásky a zároveň neschopností ji najít. Je také spojena s odmítavým postojem ke kapitalismu a zdůrazňuje nespravedlnosti sociálního systému.

## Rodina
Narodila se v obci Vidriži jako sedmé dítě v rodině lesníka. Několik jejích sester mělo vliv na události lotyšské historie. V roce 1934 se sestra Rūta Skujiņa provdala za novináře Jūlijse Lācise, který se po lotyšské okupaci v roce 1940 stal ministrem. Po rozvodu se znovu provdala za Artūrse Filipsonse, herce divadla Dailes teātris. Sestra Herta se provdala za syna politika a premiéra Voldemārse Zamuēlse. Po válce obě sestry žily v exilu ve Spojených státech amerických. Její jediný bratr Arvīds byl absolventem Vojenské akademie s hodností poručíka, 17. března 1929 spáchal sebevraždu.

## Život
Svou první báseň napsala ve věku 10 let. Po smrti otce se finanční poměry rodiny zhoršily, a tak začala pracovat v donáškové službě, večer navštěvovala Večerní vysokou školu kulturní propagační společnosti, kde promovala v roce 1927. Od podzimu 1927 až do své smrti v roce 1932 pracovala jako písařka v účtárně lesnického odboru ministerstva zemědělství. Vzhledem k tomu, že v roce 1927 nenastoupila ke studiu na Lotyšské univerzitě, navštěvovala alespoň večer po práci Rižskou lidovou vysokou školu, kde spolupracovala se Sigismundsem Vidbergsem.
Tíhla k myšlenkám levicového sociálnědemokratického hnutí. V roce 1926 se stala členkou „Lotyšské unie mládeže“, po zrušení organizace se stala členkou hnutí Darba jaunatne (1926–1927). Pracovala v redakci časopisu "Dzirkstis" (1927–1928), v roce 1928 se stala členkou redakční rady.
Od roku 1929 do roku 1931 studovala na Latvijas Universitāte, studium však nedokončila. Pracovala v marxistickém studentském sdružení Zemgalija. Byla členkou Svazu lotyšských spisovatelů a novinářů (1931–1932).
Připojila se k literárním skupinám Trauksme a Zaļā vārna. Jejími nejbližšími spolupracovníky byli básníci Jānis Grots, Aleksandrs Čaks, Jānis Sudrabkalns, Valdis Lukss. Z lotyšských básníků jí byl nejbližší Eduards Veidenbaums.
V srpnu 1930 se sblížila s Valdisem Grēviņšem, který v té době byl již ženatý a který později navázal vztah i s její kamarádkou Mildou Krusiete. Kvůli nešťastné lásce a depresi spáchala sebevraždu skokem do Daugavy jen několik dní po svatbě své sestry Rūty Skujiņi. Zanechala po sobě vzkaz: Pokud nemůžete věřit v přátelství nebo lásku, nestojí za to žít. Je pohřbena vedle bratra Arvīdse, kde byla později pochována i sestra Rūta.
V roce 1937 napsala Rūta Skujiņa o své sestře román Zvaigžņu bērni. Kniha Austra Skujiņa vēstulēs, atmiņās, veltījuma dzejā, vydaná v roce 1997, byla v roce 2007 ještě doplněna o část Krizantēmu sniegs: Austra Skujiņa atcerēs, apcerēs, versijās. Skladatel Raimonds Pauls na základě její poezie složil sérii písní. Populární je například píseň Meitenei kafejnīcā, kterou zhudebnil zpěvák Igo.